# Podgóry (Rdzów)
Podgóry – część wsi Rdzów w Polsce położona w województwie mazowieckim, w powiecie przysuskim, w gminie Potworów. 
Podgóry  wchodzą w skład sołectwa Rdzów.
W latach 1975–1998 Podgóry administracyjnie należały do województwa radomskiego.